# St. Lunatics
St. Lunatics es un grupo de rap originario de St. Louis, Misuri. Está formado por Nelly (líder del grupo), Ali, Murphy Lee, Kyjuan, City Spud y Slo'Down (Mascota Del Grupo).

## Biografía
Fue formado en 1993 y su primer éxito local fue con Gimmie What U Got, en 1996. Después de que St. Lunatics firmara con Universal Records, el primer miembro del grupo en comenzar en solitario fue Nelly, y mientras trabajaba en su primer álbum Country Grammar, City Spud (Hermanastro de Nelly) fue arrestado y condenado a 10 años de prisión por robo. Tras el éxito de Nelly en 2000, St. Lunatics se reunió para grabar lo que sería su álbum de debut, en 2001, con Free City. Los sencillos de éxito fueron "Summer In The City" "Midwest Swing" y "Let Me In Now".
En 2002, Ali grabó su primer disco en solitario, Heavy Starch, mientras que Murphy Lee hizo lo mismo con Murphy's Law, al año siguiente.
En el año 2009 se anunció que el grupo lanzaría un nuevo álbum bajo el nombre de City Freeel cual estaría previsto para comienzos del 2011. En 2010 el grupo lanzó un sencillo promocional llamado "Money Talks" en colaboración con Birdman. Sin embargo en 2011 la productora anunció que el lanzamiento del álbum quedaba en el aire. Esto se debió a ciertos problemas internos en el grupo incluyendo la marcha de Slo'Down por diferencias con el grupo, especialmente con Nelly.

## Discografía

### Álbumes
| Año  | Detalles | Posición         | Posición         | Posición         | Certificación            |
| Año  | Detalles | US               | US R&B           | CAN              | Certificación            |
| ---- | --- | ---------------- | ---------------- | ---------------- | ------------------------ |
| 2001 | Free City - Primer álbum de estudio - Lanzamiento: 5 de junio del 2001 - Productora: Universal Records/Fo'Reel/The Inc. | 3                | 1                | 18               | - US: Platino - CAN: Oro |
| TBA  | City Free - Segundo álbum de estudio - Lanzamiento: TBA - Productora: Derrty Ent./Universal Records                     | Para ser lanzado | Para ser lanzado | Para ser lanzado | Para ser lanzado         |

### Recopilatorios
| Año  | Detalles | Posición | Posición |
| Año  | Detalles | US       | US R&B   |
| ---- | --- | -------- | -------- |
| 2006 | Who's the Boss - Primer álbum recopilatorio - Lanzamiento: 21 de febrero del 2006 - Productora: Fast Life Music | 114      | 28       |

## Sencillos
| 1997                                            | "Gimme What U Got"                | —  | —  | Who's the Boss |
| 2001                                            | "Midwest Swing"                   | 88 | 41 | Free City      |
| 2010                                            | "Money Talks" (featuring Birdman) | —  | —  | City Free      |
| "—" denota que la canción no entró en esa lista |                                   |    |    |                |